# Lee Nguyen
Lee Nguyễn (Richardson, Texas, 7 oktober 1986) is een Amerikaans profvoetballer van Vietnamese afkomst die bij voorkeur als middenvelder speelt.

## Biografie
Nguyễn is opgeleid in de Indiana University. De getalenteerde middenvelder werd samen met Freddy Adu als een van de grootste talenten van de Verenigde Staten gezien. Nadat hij al van jongs af aan speelde in de jeugdteams van de Dallas Texans ging Lee studeren in Indiana waar hij werd opgenomen in het Universiteitsteam Indiana University Hoosiers. Zijn talent viel direct op en hij werd dan ook benoemd tot "Freshman of the Year 2005". In januari 2006 had hij aan twee stages genoeg om zijn talenten te tonen aan Guus Hiddink en tekende hij een drieënhalfjarig contract bij PSV. Nguyen speelde eerder in Nederland tijdens het WK onder 20 in 2005.

### PSV Eindhoven
Nguyen maakte zijn debuut in de Eredivisie op 12 februari 2006, in een met 1-0 gewonnen thuiswedstrijd tegen Heracles Almelo. Hij speelde ongeveer een half uur in deze wedstrijd. Nguyen speelde met de naam Lee op zijn shirt en rugnummer 24
Seizoen 2006-2007 was geen goed jaar voor Nguyen. Onder leiding van Ronald Koeman kwam hij in de reguliere competitie niet in actie, maar wel een keer als invaller tegen Ajax om de Johan Cruijff Schaal. De rest van het seizoen speelde hij voor het beloftenelftal en liep in december een zware schouderblessure, net toen PSV met een spitsenprobleem kampte.
In juni 2007 werd Nguyen opgeroepen voor een vriendschappelijke interland van de Verenigde Staten tegen China. Tijdens deze wedstrijd mocht hij een kwartier invallen.
Later in juni werd hij opgeroepen voor het nationale team om te spelen in de Copa America (Zuid-Amerikaans kampioenschap).
In januari 2008 werd hij na een korte stage verkocht door PSV aan het Deense Randers FC.

### Randers FC en Vietnam
Zijn periode bij Randers FC begon met regelmatige basisplaatsen. In het seizoen 2008/2009 raakte hij zijn basisplaats kwijt en omdat zijn contract die zomer afliep, liep hij diverse stages. Hij zou eerst volgens het Eindhovens Dagblad in Turkije zijn geweest en hij is in december naar zijn tweede vaderland Vietnam gegaan voor een stage bij de club HAGL. Na zijn stage en oefenwedstrijd (5-2 winst) waar hij een hattrick scoorde, begonnen de onderhandelingen met de Amerikaan met Vietnamese roots. Op 17 januari werd de deal met een persconferentie beklonken en kon hij zich officieel speler van Hoàng Anh Gia Lai noemen. Ook mocht hij zich de best betaalde voetballer in Vietnam noemen, met ongeveer $10.000 dollar per maand. In zijn contract stond dat hij in de zomer mee mocht trainen bij Arsenal FC, aangezien Arsenal een voetbalschool bij HAGL heeft zitten. Na een seizoen bij HAGL tekende hij in 2010 bij Binh Duong FC. Daar werd zijn contract in juni 2011 ontbonden.

### Major League Soccer
Op 7 december 2011 tekende Nguyen bij de Major League Soccer (MLS). Via een loterij werd hij toegewezen aan Vancouver Whitecaps. Hij speelde daar enkele oefenwedstrijden in de voorbereiding. Vancouver besloot hem echter niet aan de selectie toe te voegen waarna Nguyen de club op 1 maart 2012 verliet. Een dag later vond hij onderdak bij New England Revolution. Hij speelde in zijn eerste seizoen bij de club in dertig competitiewedstrijden, waarin hij vijf doelpunten maakte en twee assists gaf. In 2014 werd hij tot 'Most Valuable Player' van de club benoemd. Hij speelde dat seizoen in tweeëndertig competitiewedstrijden, waarin hij achttien doelpunten maakte en vijf assists gaf. Door zijn goede spel werd hij ook voor het eerst in meer dan zeven jaar weer opgeroepen voor het Voetbalelftal van de Verenigde Staten.
Per 1 mei 2018 werd Nguyen verkocht aan Los Angeles FC. Begin 2020 ging hij naar Inter Miami. In september 2020 keerde hij terug bij New England Revolution.

## Statistieken
| Seizoen   | Club                        | Wedstrijden | Doelpunten | Competitie               |
| --------- | --------------------------- | ----------- | ---------- | ------------------------ |
| 2004-2005 | Indiana University Hoosiers | 22          | 5          | NCAA Soccer Championship |
| 2005-2006 | PSV Eindhoven               | 1           | 0          | Eredivisie               |
| 2006-2007 | PSV Eindhoven               | 0           | 0          | Eredivisie               |
| 2007-2008 | PSV Eindhoven               | 0           | 0          | Eredivisie               |
| 2007-2008 | Randers FC                  | 14          | 0          | SAS Ligaen               |
| 2008-2009 | Randers FC                  | 9           | 0          | SAS Ligaen               |
| 2009-2010 | Hoàng Anh Gia Lai           | 24          | 11         | V-League                 |
| 2010-2011 | Binh Duong FC               | 15          | 2          | V-League                 |
| 2012      | New England Revolution      | 30          | 5          | Major League Soccer      |
| 2013      | New England Revolution      | 33          | 4          | Major League Soccer      |
| 2014      | New England Revolution      | 32          | 18         | Major League Soccer      |
| 2015      | New England Revolution      | 6           | 1          | Major League Soccer      |

- Verenigde Staten U-18: ? interlands, ? doelpunten.
- Verenigde Staten U-20: 2 interlands, 0 doelpunten.
- Verenigde Staten Nationale Elftal.: 6 interlands, 0 doelpunten.